# Escudo australiano

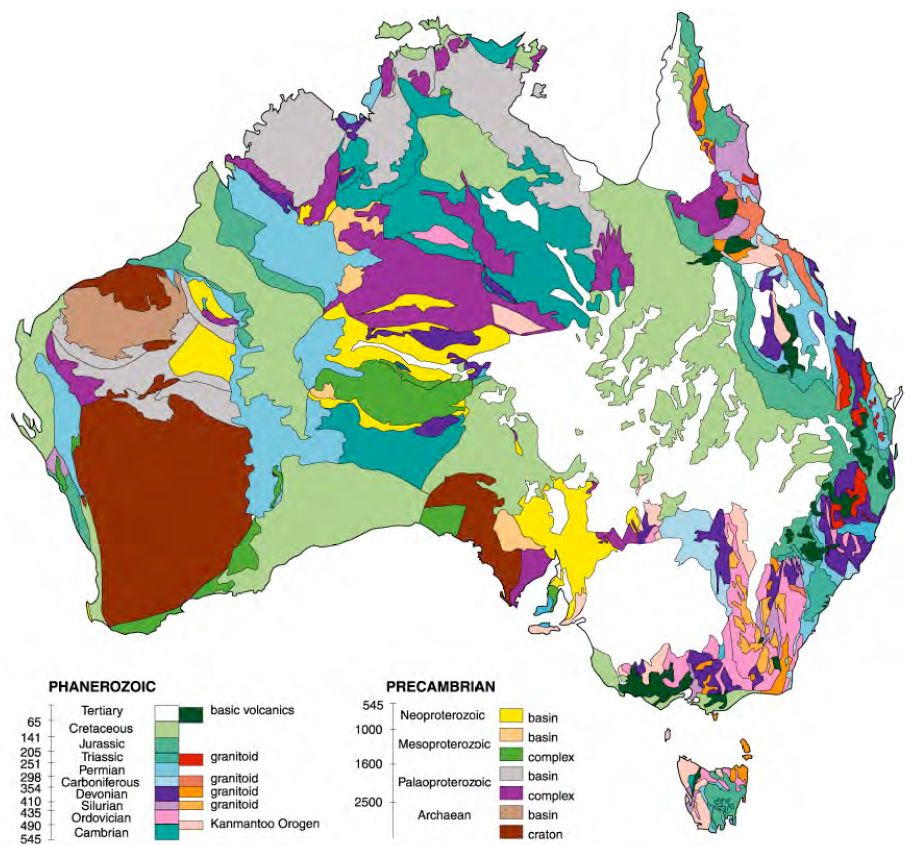
Regiones geológicas básicas de Australia, por edad.

El escudo australiano es una característica geológica conocida como escudo que ocupa más de la mitad del continente australiano. La palabra escudo se usa porque se refiere a una antigua roca fundida que se ha enfriado y solidificado.
El escudo australiano tiene una profundidad característica de 4,5 kilómetros (2,8 mi) y una edad estimada de 2.8 a 3.5 mil millones de años. En algunos lugares, la roca sedimentaria más joven cubre la superficie precámbrica del escudo.

## Extensión
Ocupa la parte de Australia al oeste de una línea que corre de norte a sur aproximadamente desde la costa este de la Tierra de Arnhem en el golfo de Carpentaria hasta la península de Eyre en el estado de Australia Meridional, y bordea al oeste del desierto de Simpson en el interior. La meseta tiene una elevación promedio de entre 305 y 460 m (1000,7 y 1509,2 pies). La región geológica llamada escudo australiano occidental es una parte en el oeste del escudo australiano. El escudo australiano está fracturado en una serie de bloques distintos, incluidos dos cratones: el de Pilbara en el norte y el cratón de Yilgarn en el suroeste. Estos dos cratones son la parte más antigua del escudo, ambos datados en más de 2300 millones de años. Algunos de estos bloques se han levantado para formar tierras altas; otros se han deprimidos, formando tierras bajas y cuencas. Las tierras bajas incluyen el Gran Desierto Arenoso, el Desierto de Gibson, el Gran Desierto de Victoria y la llanura de Nullarbor, que se encuentran en las áreas del escudo del noroeste, centro, sur y sureste, respectivamente. Nullarbor (del latín, "sin árboles") es una meseta de piedra caliza árida y prácticamente deshabitada. Entre el escudo australiano occidental y la Gran Cordillera Divisoria se encuentra la región de la Gran Cuenca Artesiana.
Las tierras altas incluyen, en Australia Occidental, las cordilleras Hamersley y Wunaamin-Miliwundi en las áreas costeras occidentales y noroccidentales y los montes Darling tierra adentro desde Perth, en el extremo suroeste. Las cordilleras MacDonnell se encuentran en la parte sur del Territorio del Norte y las cordilleras Musgrave y Stuart se encuentran en el norte del estado de Australia Meridional. La erosión y la intemperie han creado formaciones rocosas llamativas y aisladas llamadas mesas o buttes en muchas partes del escudo, incluidos los distritos de Kimberley y Pilbara en Australia Occidental y Tierra de Arnhem en el Territorio del Norte.